# Hiroyuki Inagaki
Hiroyuki Inagaki (jap. 稲垣 博行 Inagaki Hiroyuki; ur. 24 kwietnia 1970) – japoński piłkarz występujący na pozycji obrońcy.

## Kariera klubowa
Jako piłkarz grał w klubach Cerezo Osaka i Yokohama FC.